# Azok a csodálatos férfiak a repülő masináikban
| ----                                      | ----                                      |
| Kattints az alábbi külső linkek egyikére! | Kattints az alábbi külső linkek egyikére! |
| ----------------------------------------- | ----------------------------------------- |
| Nem található szabad kép.(?)              |                                           |

Azok a csodálatos férfiak a repülő masináikban, más címen Azok a csodálatos férfiak az ő repülő masináikon, avagy hogyan repültek Londonból Párizsba 25 óra és 11 perc alatt (eredeti címe Those Magnificent Men in Their Flying Machines – or How I Flew from London to Paris in 25 Hours and 11 Minutes) 1965-ben bemutatott angol filmkomédia, Ken Annakin rendezésében, angol, amerikai, német, olasz és japán szereplőgárdával. A film a motoros repülés korai hőskorának harsány szatírája.

## Cselekmény
A nyitó képsorok némafilmszerűen mutatják be az ember repülés iránti ősi vágyát, valamint a sorozatos kudarcos próbálkozásokat. 1910-ben járunk, a motoros repülés kezdetén, a hőskor kísérleti repüléseinek időszakában. Lord Rawnsley angol sajtócézár, a „Daily Post“ tulajdonosa szigorúan megtiltja leányának, a női egyenjogúság elszánt harcosának, hogy repülőgépre üljön azzal, „ha az Úr azt akarta volna, hogy repüljünk, szárnyakat adott volna és nem lábakat“. A lány válasza: „kereked sincs, mégis ülsz vonaton“. 
Patricia reménybeli vőlegénye, Richard Mays amatőr pilóta és a brit hadsereg tisztje rábeszéli a lordot, rendezzen nemzetközi repülőgépversenyt London és Párizs között. A lord az újság példányszámának növelését reméli a reklámtól, Mays pedig tanulmányozni akarja a külföldi gépeket, előmozdítva a brit repülés ügyét és saját saját tiszti karrierjét. Lord Rawnsley elvárja, hogy a versenyt brit pilóta nyerje meg. 
A meghirdetett versenyre számosan jelentkeznek. A filmbéli versenyzők karaktere, mentalitása és jelleme a brit-központú világ ismert kliséit tükrözi. Az arisztokratikus Mays mellett lezser amerikai, nőcsábász francia, a repülésben és gyermekei számának növelésében is szenvedélyes olasz gróf, bokacsattogtató porosz katonatiszt és egy japán pilóta is indul.
Richard Mills mellett Nagy-Britannia színeiben indul még Sir Percy Ware-Armitage, egy öntelt és nagyképű arisztokrata, aki különféle gonosz kis trükkökkel próbálja ellenfeleit semlegesíteni, ezzel saját győzelmét biztosítani. 
A német császár is elvárja, hogy német pilóta nyerje a versenyt. A katonásan szervezett repülési csapat parancsnoka Manfred von Holstein porosz ezredes. Mivel az eredeti pilótájuk összetörte magát és a gépét is, az ezredes utasítja alattosát, a repülőn sosem ült Rumpelstross századost, hogy a verseny kezdetéig tanulja ki a pilótamesterséget a katonai szabályzatból.
A francia Pierre Dubois minden egyes gyakorló leszálláskor egy-egy újabb széplánnyal ismerkedik meg, aki azonban mintha az előzőek ikernővére lenne. A francia csapat folyamatosan gúnyolja és bosszantja a katonás németeket, Dubois és von Holstein emiatt léggömbös-muskétás párbajt is vívnak, amely mindkettőjük számára a reptér melletti trágyatóban végződik. 
A japán Yamamoto a legkülönfélébb európai repülőgépek darabjaiból rakta össze a sajátját (utalva az 1960-as évek japán másoló-iparára). Homlokán a kamikazék fejpántjával repül. 
Az olasz Emilio Ponticelli grófnak saját repülőgép-konstruktőre, az őrült zseni Harry Popperwell gyártja a furábbnál furább gépeket, de ő gyorsabban töri össze azokat, mint ahogy Popperwell újabbakat tud készíteni. A grófné hiába könyörög, hogy egyre növekvő számú gyermekük miatt férje hagyjon fel a repüléssel, Ponticelli új Julius Caesarként indul Britannia meghódítására, és egész népes családjával együtt Angliába utazik. 
A vásári légibemutatókból élő és komoly anyagi gondokkal küzdő amerikai Orville Newton az utolsó dollárjait költötte el, hogy gépét Angliába szállítsa, beleszeret Patriciába. Folyton a lány körül sündörög, de a féltékeny Mays brit hidegvérrel kezeli a konfliktusokat. A lord Mays-hez kívánja adni Patriciát, mivel ő egyrészt jó házból származó arisztokrata, másrészt az apja a lord iskolatársa volt. Mays aggódik, hogy a szolgálat, a repülés és a bridzspartik teljesen lefoglalják, nem lesz ideje házaséletre. A lordot lenyűgözi ez a komoly, brit tiszthez méltó gondolkodásmód.
A gyakorló repülések során groteszk balesetek sora történik, szinte minden pilóta megfürdik a trágyatóban, Sir Percy pedig ott ármánykodik, ahol csak tud.
Az indulás előtti estén kis ünnepséget szerveznek, ahol Sir Percy hashajtóval kevert bort kínál Yamamotónak, amit azonban helyette Rumpelstross iszik meg. Sir Percy dörzsöli a markát, „úgy kell a falánk németjének“.
A bonyodalmak után a mezőnyt elindítják Londonból. Rumpelstross a hashajtó miatt képtelen felszállni, helyette a repülőt sosem vezetett Von Holstein ugrik be, hiszen a katonai szabályzatban úgyis benne van minden tudnivaló, amúgy meg „nincs olyan amire egy német katonatiszt ne lenne képes“. A versenyzőket balesetek, kényszerleszállások és Sir Percy szabotázsakciói tizedelik. Sir Percy látszólag halált megvető bátorsággal éjszaka repüli át a La Manche csatornát, sutyiban azonban hajóra rakott géppel kel át, később azonban egy vasúti alagútban ő is összetöri a gépét. 
Párizshoz közeledve az élbolyt az olasz Ponticelli gróf vezeti, az amerikai Newton és a brit Mays szorosan mögötte. Közvetlenül a cél előtt Ponticelli gépe kigyullad, Newton visszamarad, hogy kimentse, így Mays fut be elsőnek. A brit azonban a fair play jegyében megosztja nyereményét Newtonnal és lemond Patriciáról is. 
A záró képekből megtudjuk, hogy az 1910-es versenyzők 25 órán át repültek, ezt a távot a modern sugárhajtású vadászgépek hét perc alatt teszik meg, de a légiutasnak olykor 25 óra sem elég … ha a köd miatt törlik a járatokat.

## Szereposztás
| Szerep                                                   | Színész                  | Magyar hangja (1. szinkron, 1976) |
| -------------------------------------------------------- | ------------------------ | --------------------------------- |
| Lord Rawnsley                                            | Robert Morley            | Ungvári László                    |
| Patricia Rawnsley, a leánya                              | Sarah Miles              | Bánsági Ildikó                    |
| Richard Mays                                             | James Fox                | Ujréti László                     |
| Orvil Newton                                             | Stuart Whitman           | Szersén Gyula                     |
| Emilio Ponticelli gróf                                   | Alberto Sordi            | Buss Gyula                        |
| Manfred von Holstein ezredes                             | Gert Fröbe               | Györffy György                    |
| Rumpelstross százados                                    | Karl Michael Vogler      | Tahi Tóth László                  |
| Pierre Dubois                                            | Jean-Pierre Cassel       | Tordy Géza                        |
| Yamamoto                                                 | Isihara Judzsiro         | (n. a.)                           |
| Sir Percy Ware-Armitage                                  | Terry-Thomas             | Zenthe Ferenc                     |
| Courtney, Sir Percy inasa                                | Eric Sykes               | Kaló Flórián                      |
| Brigitte / Ingrid / Marlene / Françoise / Yvette / Betty | Irina Demick             | Felföldi Anikó                    |
| Tremayne Gascoyne                                        | William „Willie” Rushton | Miklósy György                    |
| Niven, Lord Rawnsley titkára                             | Michael Trubshawe        | Benkő Gyula                       |
| Perkins tűzoltóparancsnok                                | Benny Hill               | (n. a.)                           |
| Tisztelendő anya                                         | Flora Robson             | (n. a.)                           |
| George Gruber                                            | Sam Wanamaker            | Gera Zoltán                       |
| Parsons főhadnagy                                        | Jeremy Lloyd             | (n. a.)                           |
| Francia postás                                           | Eric Barker              | (n. a.)                           |
| Francia festőművész                                      | John Le Mesurier         | (n. a.)                           |
| Sophia Ponticelli grófné                                 | Zena Marshall            | (n. a.)                           |
| Olasz polgármester                                       | Eric Pohlmann            | (n. a.)                           |
| Fényképész                                               | Jimmy Thompson           | Somogyvári Pál                    |
| Harry Popperwell konstruktőr                             | Tony Hancock             | Szatmári István                   |
| MacDougal                                                | Gordon Jackson           | (n. a.)                           |
| Narrátor (hangja)                                        | James Robertson Justice  | Dobránszky Zoltán                 |

## Gyártás
Ken Annakin rendező ifjú korában kapott ihletet egy korai repülésről szóló filmhez, amikor Alan Cobham, a repülés úttörője felvitte repülni egy kétfedelű repülőgéppel. A második világháborúban Annakin a Brit Királyi Légierőnél szolgált, és régi filmdokumentumokkal foglalkozott. Az 1962-es Leghosszabb nap című háborús filmben Anakin dolga volt a külső helyszínek biztosítása. Ezután Darryl F. Zanucknak, a film producerének felvetette egy film ötletét, mely a repülés korai korszakáról szól. A film az első világháború előtti birodalmi és nemzeti feszültségekre is utalást tesz, humoros formában, így pl. megemlíti az entente cordiale-t is.
Zanuck 100 000 dollárral finanszírozta a tervet. A 20th Century Fox európai vezérigazgatójának, Elmo Williamsnek felesége, Lorraine Williams dalszöveget írt Ron Goodwin zenéjéhez, és a producer ezt választotta film címének.

„Those magnificent men in their flying machines,
They go up, Tiddley up, up,
They go down, Tiddley down, down.”

A filmet humoros, fekete-fehér némafilmes keretjáték vezeti be, az ősi idők óta repülni vágyó emberről, melynek központi szereplője Red Skelton amerikai komikus, aki minden korszak kísérletező emberét megtestesíti, az ősembertől az ókori és középkori kudarcos próbálkozókon át a repülés első, korai úttörőiig. A kísérő szöveget James Robertson Justice mondja. Skelton a film végén ugyancsak feltűnik, mint frusztrált légi utas, aki járatának törlése miatt ugyanúgy karjainak csapkodásával próbál repülni, mint az ősember.
A film főcímeit, stáblistáját és félúton közbeszúrt szünetet Ronald Searle karikatúra- és rajzfilm-betétei színesítik, melyeket Ron Goodwin vidám filmzenéje kísér.
A szereplőgárdát ismert nemzetközi sztárokból válogatták, akik nagy kedvvel játszották el, karikírozták ki a saját népükre jellemző karakteres attitűdöket. A pilóták és segítőik történetet a szenvedélyes vetélkedés és az úriemberhez illő viselkedés kettőssége kíséri. A brit színész-humoristák (Benny Hill, Eric Sykes, Terry-Thomas és Tony Hancock gondoskodtak a komikus fordulatokról. Hancock a forgatás előestéjén eltörte a lábát, ezt a fogyatékosságot azonban Annakin rendező beillesztette a sztoriba: a bekötött lábbal botladozó, fontoskodó Hancock egy sor vidám jelenet főszereplője lett. A történetben vissza-visszatér Irina Demick, aki minden jelenetében más-más nemzetiségű lányt alakít, akivel a szoknyavadász francia pilóta (Jean-Pierre Cassel) nyomban megpróbál kikezdeni.
A forgatókönyvet író Annakin és Jack Davies több harsány filmvígjátékot készítettek együtt, így a V.I.P.-t (1961), a Gyors Lady-t (1962) és a Lélekmentők társaságát (1962). Hasonló közös munkával találtak ki ki humoros szituációkat ehhez a filmhez is. A vígjátéki műfaj ellenére a film készítői nagy gondot fordítottak a dokumentáltan korhű környezetre: korabeli ruhák, berendezési tárgyak, autók, repülőgépek eredetiben vagy korhű másolatban szerepelnek. A London–Brighton között évente megrendezett veterán autós felvonulás résztvevőit a filmesek meghívták, hogy 1964-es programjuk részeként jelenjenek meg autóikkal a film jeleneteiben.
Amikor a film a mozikba került, a kortársakat az USA és a Szovjetunió közti űrverseny és az új Gemini-program tartotta lázban. A nézők értékelték a humoros párhuzamot, amely az 1965-ös nagyhatalmak közötti technológiai versenyfutás előképét mutatta be groteszk formában, a fél évszázaddal korábbi politikai viszonyok közé helyezve, a rivalizáló nemzetek pionír repülőire alkalmazva.

## Idézet
- Lord Rawnsley: „Az a baj a nemzetközi találkozókkal, hogy sok a külföldi.”

## A filmbéli repülőgépek
A forgatáshoz több korabeli muzeális repülőgép makettjét ill. működő másolatát használták: 
| Pilótaszerep / Ország                                                  | Színész                        | Repülőgép                                                           | Kép |
| ---------------------------------------------------------------------- | ------------------------------ | ------------------------------------------------------------------- | --- |
| Orvil Newton · USA                                                     | Stuart Whitman                 | Bristol Boxkite (Curtiss Model D)                                   |     |
| Richard Mays · Egyesült Királyság                                      | James Fox                      | Antoinette IV                                                       |     |
| Emilio Ponticelli gróf · Olasz Királyság                               | Alberto Sordi                  | Philips Multiplane Passat Ornithopter Lee-Richards Annular Biplane→ |     |
| Manfred von Holstein ezredes · Rumpelstross százados · Német Birodalom | Gert Fröbe Karl Michael Vogler | Eardley Billing Tractor                                             |     |
| Pierre Dubois · Franciaország                                          | Jean-Pierre Cassel             | Santos-Dumont Demoiselle                                            |     |
| Sir Percy Ware-Armitage · Anglia                                       | Terry-Thomas                   | Avro Roe Triplane IV                                                |     |
| Yamamoto · Japán                                                       | Isihara Judzsiro               | Eardley Billing Tractor                                             |     |
| Harry Popperwell · Anglia                                              | Tony Hancock                   | Dixon Nipper                                                        |     |
| MacDougall · Skócia                                                    | Gordon Jackson                 | Blackburn Monoplane                                                 |     |
| Parsons főhadnagy · Anglia                                             | Jeremy Lloyd                   | Picat Dubreuil                                                      |     |

## Díjak, elismerések
A filmet és alkotóit több angol és amerikai díjra jelölték, egy BAFTA-díjat el is nyert.
- Oscar-díjra jelölték a legjobb forgatókönyv íróit, Jack Daviest és Ken Annakint.
- BAFTA-díjat nyert a jelmeztervezés (Osbert Lancaster és Dinah Greet), díjra jelölték a kivitelezést (Thomas N. Moraham), az operatőri munkát (Christopher Challis).
- Golden Globe-díjra jelölték a filmet a legjobb vígjáték kategóriában, legjobb férfi színésznek jelölték Alberto Sordit, legígéretesebb férfi kezdőnek jelölték az ifjú James Foxot.

## Folytatás
A film kirobbanó sikere arra ösztönözte Ken Annakin rendezőt, hogy 1969-ben (ismét Jack Daviesszel közösen) készítsen egy másik verseny-témájú filmet, a Monte Carlo or Bust! címűt, amely veterán autómobilok versenyéről szól, a Monte-Carlo Rallye paródiája. Az amerikai mozikban ezt Those Daring Young Men in their Jaunty Jalopies címmel vetítettek, hogy az első, 1965-ös filmmel való rokonságát hangsúlyozzák. A magyar mozikba is Azok a csodálatos férfiak címmel került, mely az első film magyar címére utal. Mindkét film zenéjét Ron Goodwin szerzette.

## További információ
- Azok a csodálatos férfiak a repülő masináikban a PORT.hu-n (magyarul)
- Azok a csodálatos férfiak a repülő masináikban az Internetes Szinkronadatbázisban (magyarul)
- Azok a csodálatos férfiak a repülő masináikban az Internet Movie Database-ben (angolul)
- Azok a csodálatos férfiak a repülő masináikban a Rotten Tomatoeson (angolul)
- Azok a csodálatos férfiak a repülő masináikban a Box Office Mojón (angolul)
- Ces merveilleux fous volants dans leur drôles de machines (1965) (francia nyelven). AlloCiné (allociné.fr)

- Azok a csodálatos férfiak, az ő repülő masináikkal (1965) (magyar nyelven). TMDB (The MovieWeb Adatbázis)

- Die tollkühnen Männer in ihren fliegenden Kisten (1964) (német nyelven). Filmdienst.de